# Prospero obtusifolium
Prospero obtusifolium es una especie de planta bulbosa de la familia de las asparagáceas.

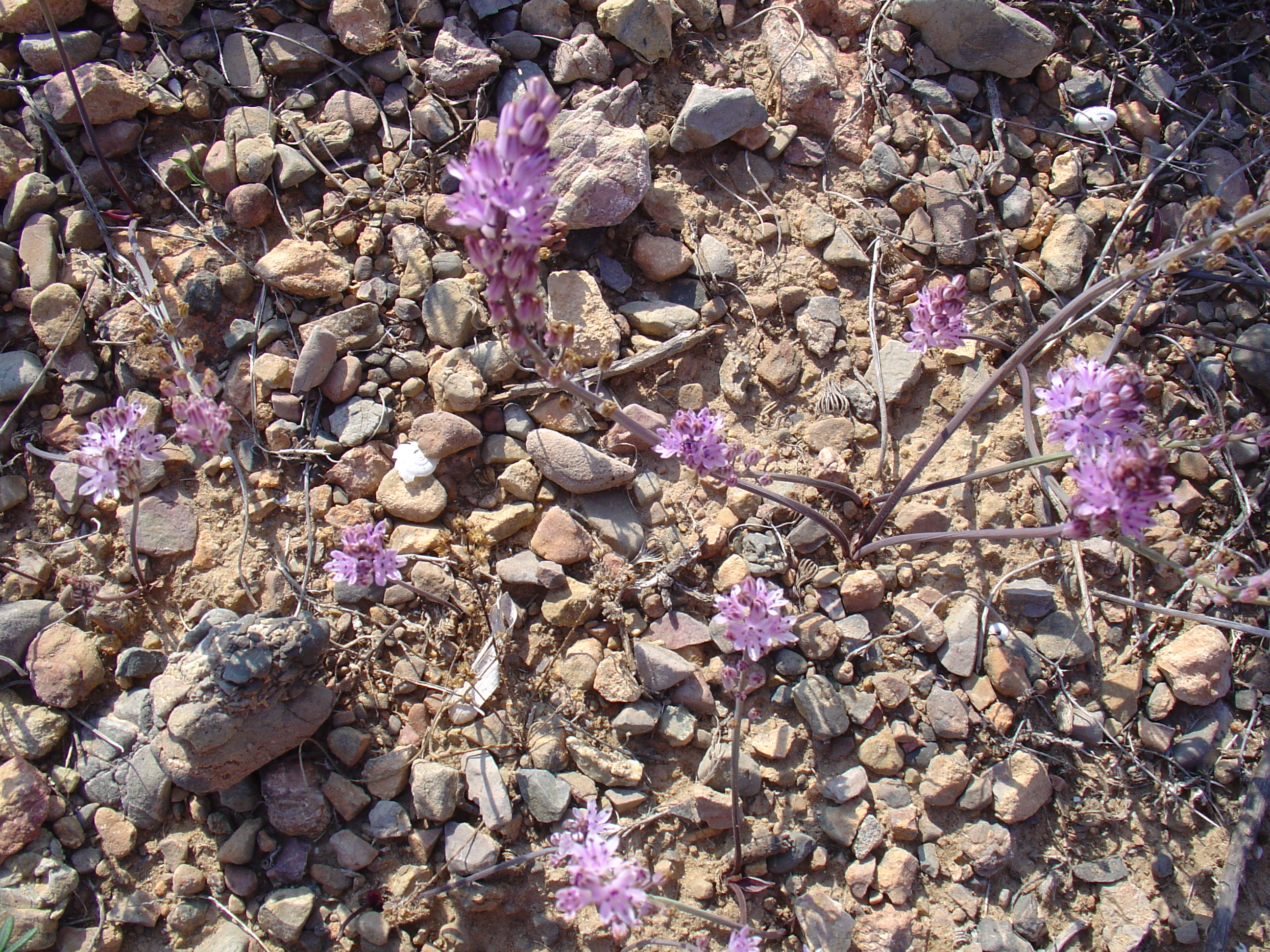
En su hábitat

## Descripción
Es una planta con bulbo de 3-4 x 2-3 cm, de ovoideo a esférico. Escapo de 23-30 cm. Hojas todas basales, de 5-8 x 0,5-1,5  cm, más cortas que la inflorescencia, lineares, patentes o recurvas. La inflorescencia en forma de racimo  de 5-10 x 1-2 cm, con 10-26 flores. Periantio estrellado. Tépalos de 4-4,5 x 1,5-2 mm, de estrechamente elípticos a oblongos, agudos, blanco-violáceos. Estambres de 2,5-3,5 mm; anteras azul-violeta oscuro. Estilo de 15-2 mm.  Florece de octubre a noviembre.

## Distribución
Muy frecuente. Se encuentra en la cuenca mediterránea.

## Taxonomía
Prospero obtusifolium fue descrita  por (Poir.) Speta y publicado en Veröff. Int. Clusius-Forschungsges. Güssing 5: 13. 1982.
Citología
Número de cromosomas de Scilla obtusifolia (Fam. Liliaceae) y táxones infraespecíficos:  2n=8
Variedad aceptada
- Prospero obtusifolium subsp. intermedium (Guss.) Soldano & F.Conti

Sinonimia
- Prospero obtusifolium subsp. obtusifolium
- Scilla obtusifolia Poir.
- Scilla obtusifolia var. glauca Gattef. & Weiller
- Scilla parviflora Guss.[4]